# Velocidad de obturación

El tiempo de exposición puede tener un impacto drástico al fotografiar objetos en movimiento. Es necesario ajustar la apertura para obtener una exposición adecuada.

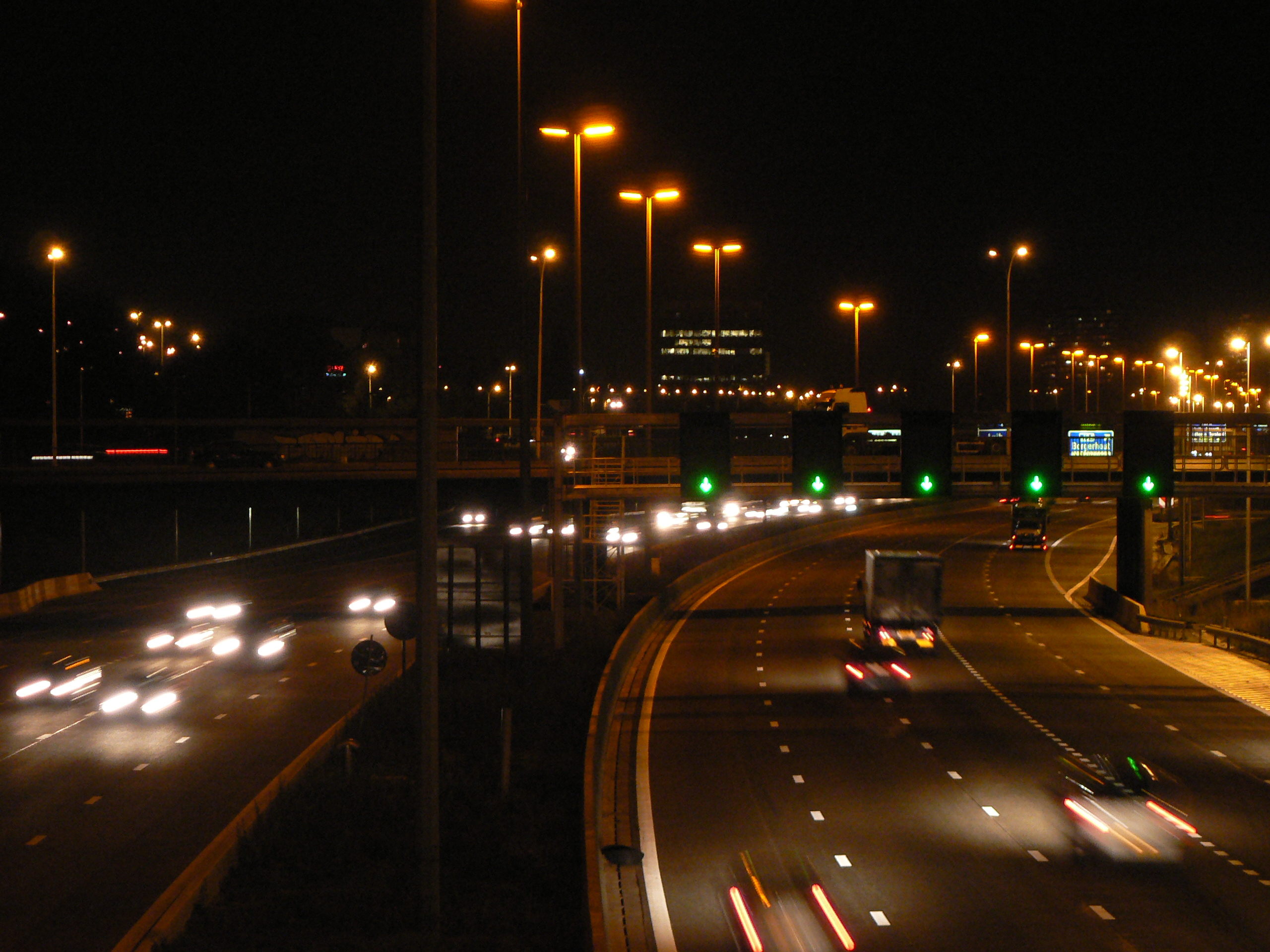
Fotografía con un tiempo relativamente largo (¼ s). Imagen en movimiento o «barrido».

En fotografía, la velocidad de obturación o velocidad de disparo corresponde al inverso del tiempo de exposición y hace referencia al periodo durante el cual está abierto el obturador de una cámara fotográfica. Se expresa en segundos y fracciones.
Los tiempos de exposición de una cámara fotográfica pueden ajustarse en valores discretos. El salto de cada valor al siguiente se denomina un paso. Estos valores suelen oscilar entre los 30 segundos y 1⁄8000 de segundo en las mejores cámaras; para realizar exposiciones más largas suele existir la opción B (o modo Bulb) en la que el obturador se mantiene abierto durante el tiempo que mantengamos el dedo sobre el pulsador. Una variante del modo B es el modo Time (T), casi en desuso, en el que ha de accionarse el pulsador una vez para comenzar la exposición del sensor o película, y otra para finalizarla.
Aunque no puede hablarse de tiempos rápidos o lentos con independencia de la situación fotografiada, a efectos prácticos, en la mayoría de situaciones, podemos distinguir:
- Tiempos rápidos: superiores a 1⁄60 s; el obturador permanece abierto muy poco tiempo dejando pasar menos luz hacia el elemento fotosensible. Con ellas, dependiendo de la óptica utilizada, se consigue congelar o reducir notablemente el movimiento.

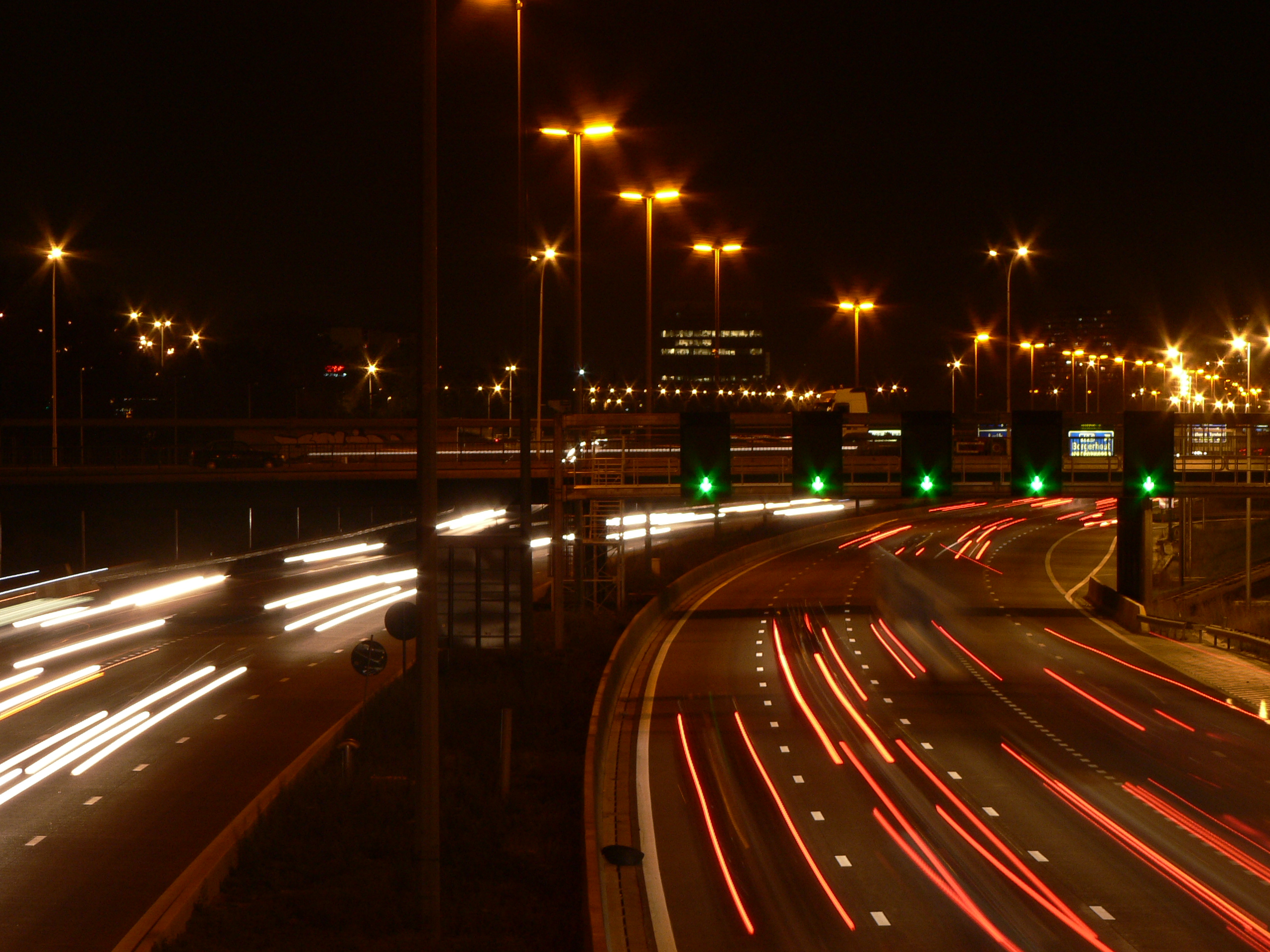
Fotografía desde el mismo sitio con una velocidad más lenta (2 s), efecto desplazamiento.

- Tiempos lentos: inferiores a 1⁄60 s; el obturador permanece abierto más tiempo dejando pasar más luz. Con ellas se consiguen imágenes movidas, desplazadas, otorgando mayor sensación de desplazamiento. En estos tiempos es recomendable usar un trípode o el temporizador para evitar que se mueva la cámara por el pulso.

El tiempo de obturación, en conjunción con la sensibilidad de la película fotográfica (caso de cámaras tradicionales) o sensor de imagen (en cámaras digitales) y la apertura del diafragma, determina el valor de exposición para una fotografía.

## Introducción
El término velocidad de disparo es el tiempo que el obturador permanece abierto dejando pasar la luz al sensor. En la fotografía digital es el tiempo que el sensor de imagen «ve» la escena que está tratando de capturar. Junto a la apertura del diafragma, es uno de los principales componentes necesarios para formar una exposición adecuada.
En general se mide en segundos o fracciones de segundo; 1″, 2″, 1⁄20, 1⁄60, 1⁄250. Lo más frecuente es disparar con fracciones de segundo, que a veces por comodidad se suelen expresar en la cámara con cifras como 30, 60, 250, 2000, etc. Lo habitual es que una cámara pueda seleccionar entre velocidades que van desde los 30″ hasta 1⁄2000. Cuanto mayor es el denominador, mayor será la velocidad, es decir, que será mucho más rápida. Esas velocidades son las más utilizadas, ya que algo más lento es difícil de usar sin tener movimiento de la cámara mientras que el obturador se abre y da lugar a falta de definición en las fotografías. Para ello es necesario un trípode o algún tipo de estabilización de imagen.
Múltiples son las combinaciones de velocidad de disparo dependiendo de lo que quiera hacer. Velocidades cortas (también llamadas rápidas) se pueden utilizar para congelar el movimiento, por ejemplo de un coche de F1, en cambio velocidades de larga exposición (también llamadas lentas) se pueden utilizar para difuminar intencionalmente movimiento para efectos artísticos o para hacer fotografías nocturnas con poca luz, las cuales necesitan esa velocidad para que llegue más cantidad de luz al sensor. Hay que tener en cuenta que cuanto menor sea la velocidad, más sensible es la imagen en cuanto a la vibración de la cámara.
A menudo las cámaras incluyen una o dos opciones para hacer exposiciones muy largas:
- Bulb: mantiene el obturador abierto, siempre y cuándo el disparador se mantiene también es válida para cuando se usa el intervalómetro.
- Por tiempo: el obturador se mantiene abierto hasta que el disparador se presiona de nuevo.

Hay una regla que sirve de orientación. Dice que la velocidad mínima de disparo que asegura que no salga movida la imagen es la inversa a la distancia focal que se use; es decir, si se dispara con un 300 mm se debería hacerlo a una velocidad de 1⁄300 para asegurar que no salga movida, aunque también dependa de otras condiciones.
La apertura y control de velocidad de disparo para una exposición tienen una relación muy fuerte. El tamaño del diafragma del objetivo permite la entrada de luz a través de la lente y controla la profundidad de campo. La velocidad regula el tiempo para absorber la cantidad de luz.

## Utilidad en fotografía
La velocidad de disparo es uno de los métodos para manipular los efectos visuales de la imagen final más allá de su luminosidad. La selección de diferentes velocidades de disparo dará lugar a otro tipo de efecto visual en una fotografía final. El movimiento no siempre es malo. Hay momentos que el movimiento es bueno. Por ejemplo, cuando se hace una foto de una cascada y se desea mostrar lo rápido que se desliza el agua, o cuando se hace una foto de un coche de carreras y se desea dar sensación de velocidad, o cuando se hace una foto al cielo por la noche y se desea mostrar el movimiento de las estrellas en un período más largo de tiempo. En todos estos casos la elección de una velocidad de disparo más prolongada será el camino a seguir. Sin embargo, en todos estos casos es necesario utilizar un trípode. La mayoría de la gente relaciona «lento» con desenfoque de una imagen, pero a veces puede crear un impacto visual más potente que las imágenes hechas con la congelación de alta velocidad de disparo.
Una operación de la cámara en modo manual requiere que se establezca la velocidad de disparo y el diafragma en la lente de forma manual. Aun así, existen otros modos que permiten tener una de las dos opciones automáticas:
- Con prioridad de disparo AE: Un modo de exposición con que le permite seleccionar la velocidad deseada y la cámara entonces establece el valor de apertura a juego para una exposición correcta. Si cambia la velocidad de disparo, o los cambios de nivel de luz, la cámara ajusta la apertura en consecuencia.
- Con prioridad de apertura AE: Un modo de exposición que le permite ajustar la abertura, mientras que la cámara ajusta la velocidad de disparo para una correcta exposición. Si cambia la abertura, o los cambios de nivel de luz, la velocidad de disparo cambiará automáticamente.

En la mayoría de los casos, prioridad de apertura AE es generalmente representado por una «A», y prioridad de disparo AE está representado por «Tv» o «S».
La lista siguiente proporciona una visión general de los usos comunes de fotografía para velocidades de disparo estándar.
- 1⁄16000: la velocidad más rápida disponible.
- 1⁄8000: la velocidad más rápida disponible en la producción de SLR cámaras a partir de 2009. Se utiliza para tomar fotografías nítidas de sujetos de movimientos rápidos, como las aves o los aviones, en condiciones de buena iluminación, con un número ISO de 1000 o más y una apertura de la lente de gran tamaño.
- 1⁄4000: la velocidad más rápida disponible en los consumidores cámaras SLR a partir de 2009. Se utiliza para tomar fotografías nítidas de sujetos en rápido, como los atletas o vehículos, en condiciones de buena iluminación y con una sensibilidad ISO de hasta 800.
- 1⁄2000 y 1⁄1000: se utiliza para tomar fotografías nítidas de sujetos en rápido moderadamente bajo condiciones normales de iluminación.
- 1⁄500 y 1⁄250: se utiliza para tomar fotografías nítidas de personas en movimiento en situaciones cotidianas.
- 1⁄125: esta velocidad, y las más lentas, ya no son útiles para el movimiento del punto de congelación. 1/125 se utiliza para obtener una mayor profundidad de campo y la nitidez general de la fotografía de paisaje y también se usa para desplazar disparos.
- 1⁄60: se utiliza para desplazar tomas y las imágenes tomadas en condiciones de poca luz.
- 1⁄30: se utiliza para desplazar objetos en movimiento a menos de 30 millas por hora (48 km/h) y de la luz fotografías disponibles. Las imágenes tomadas en esta y velocidades más lentas requieren normalmente un trípode de cámara de otro tipo de apoyo o ser fuerte.
- 1⁄15 y ⅛: esta y velocidades más lentas son útiles para otras fotografías que son panorámicas; en el desenfoque de movimiento se emplea para el efecto deliberado, o para tomar fotografías nítidas de sujetos inmóviles bajo malas condiciones de iluminación con un apoyo del trípode de cámara.
- ¼ y ½: también se utiliza principalmente para efectos de desenfoque de movimiento y/o fotografía con poca luz, pero solamente la práctica con un apoyo del trípode de cámara.
- De 1 minuto a varias horas: se utiliza con una cámara fija mecánicamente en astrofotografía y para ciertos efectos especiales.

Es indiferente la combinación de tiempo y cantidad de luz, siempre y cuándo la cantidad de luz sea la correcta junto con el tiempo.
La mayoría de las cámaras SLR convencionales tienen un marcado la velocidad de disparo en el panel superior del cuerpo de la cámara para ajustar la velocidad del obturador, aunque eso depende mucho del diseño de la cámara.

## Escala de tiempos

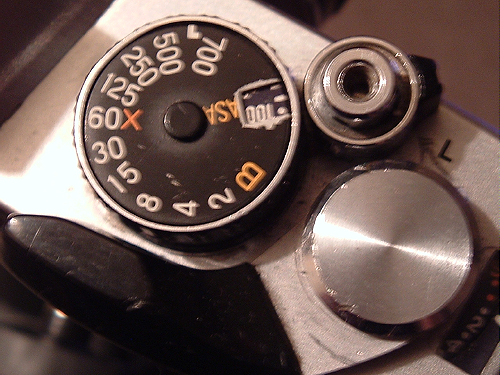
Dial del obturador en una Fujica STX-1

La escala típica de tiempos suele ser:
| Valor  | Tiempo de equivaloración del disparador (segundos) |
| ------ | -------------------------------------------------- |
| B      | mientras se mantiene pulsado el disparador         |
| 30″    | 30                                                 |
| 15″    | 15                                                 |
| 8″     | 8                                                  |
| 4″     | 4                                                  |
| 2″     | 2                                                  |
| 1″     | 1                                                  |
| 2      | ½                                                  |
| 4      | ¼                                                  |
| 8      | ⅛                                                  |
| 15     | 1⁄15                                               |
| 30     | 1⁄30                                               |
| 60     | 1⁄60                                               |
| 125    | 1⁄125                                              |
| 250    | 1⁄250                                              |
| 500    | 1⁄500                                              |
| 1000   | 1⁄1000                                             |
| 2000   | 1⁄2000                                             |
| 4000   | 1⁄4000                                             |
| 8000   | 1⁄8000                                             |
| 16 000 | 1⁄16 000                                           |

Al avanzar un paso en esta escala se reduce a la mitad el tiempo, dejando entrar menos luz.

## Tiempos largos

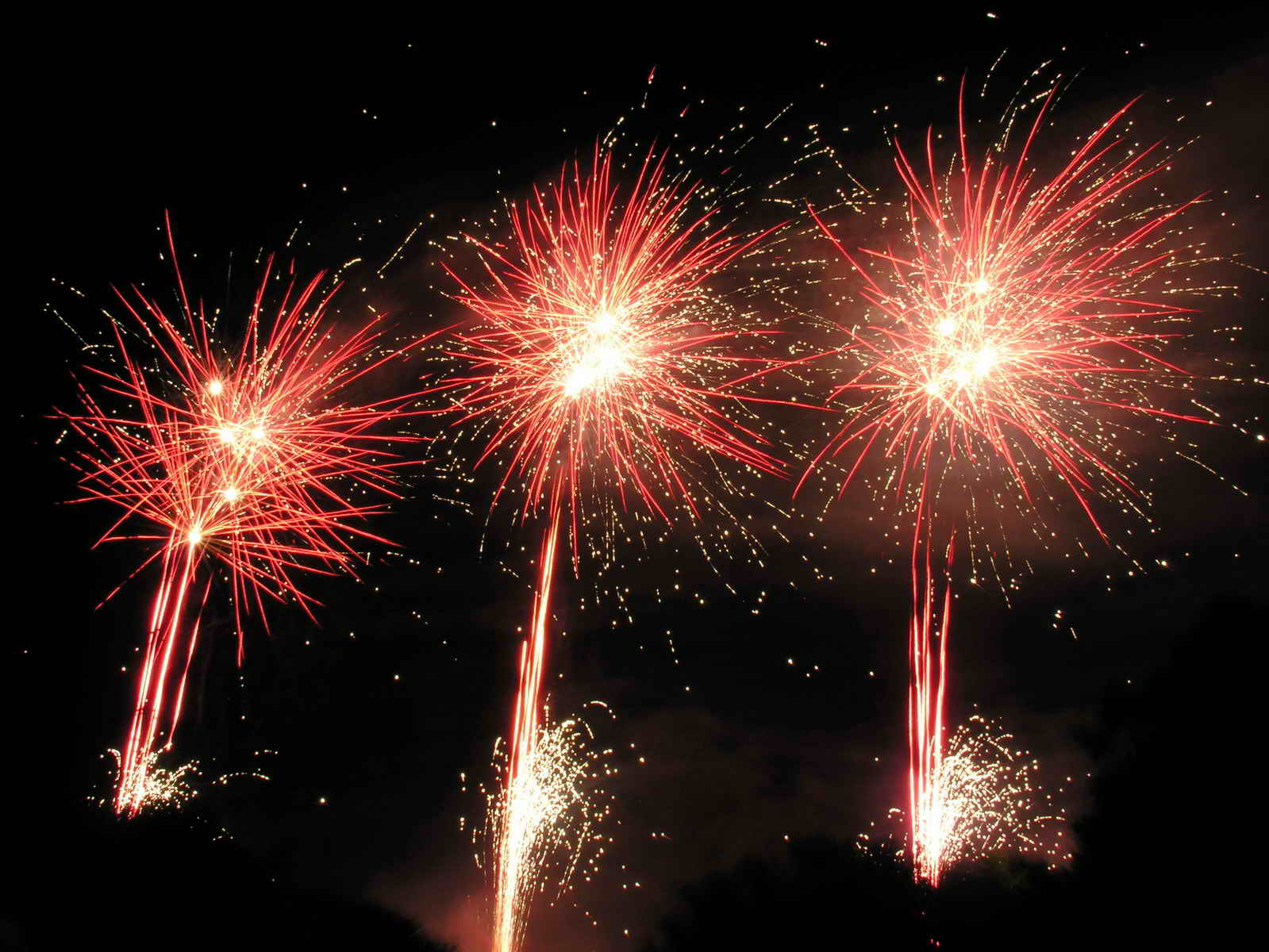
Fuegos artificiales. En esta foto se ha usado 4 s de exposición, dejando las trayectorias luminosas. Si tuviese menor tiempo, solamente se verían puntos de luz.

Un tiempo de exposición largo será más sensible al movimiento pudiendo expresarse en forma difusa y uno más corto obtendrá una imagen «congelada» y nítida. Para poder obtener el efecto deseado sin variar la iluminación deseada en la fotografía, habrá que ajustar el diafragma para compensar la cantidad de luz recibida. En fotografía digital, la sensibilidad ISO también se convierte en un parámetro ajustable; un ISO mayor nos permitirá una fotografía más rápida.
Un tiempo de exposición largo puede requerir el uso de trípode, para evitar la trepidación debida a la vibración de nuestro pulso. El tiempo máximo para la obtención de una fotografía nítida sin trípode dependerá del tipo de cámara y del ángulo de visión del objetivo.
Depende de la cámara pues en una réflex el rápido movimiento del espejo hará vibrar la cámara y producirá trepidación apreciable con tiempos menores a 1/50; en cámaras compactas, cogiendo bien la cámara, el tiempo podrá ser mayor. También puede depender de la cámara pues algunas pueden incorporar un estabilizador de imagen que permitirán un tiempo de exposición entre 1,5 y 3 pasos mayor.
También dependerá del objetivo pues la vibración de la mano tendrá una mayor repercusión cuanto menor sea el ángulo de visión. Este es un factor a tener muy en cuenta con el uso de teleobjetivos o zums. Suele decirse que el tiempo más largo es 1/(distancia focal), en este caso se refieren a la velocidad focal de una cámara reflex analógica o sin factor multiplicador. Por otra parte algunos objetivos incorporan un estabilizador de imagen.
Una técnica estéticamente muy interesante por su dinamismo, y que transmite el movimiento sin la utilización de un tiempo realmente lento, es el barrido.

## Galería de imágenes

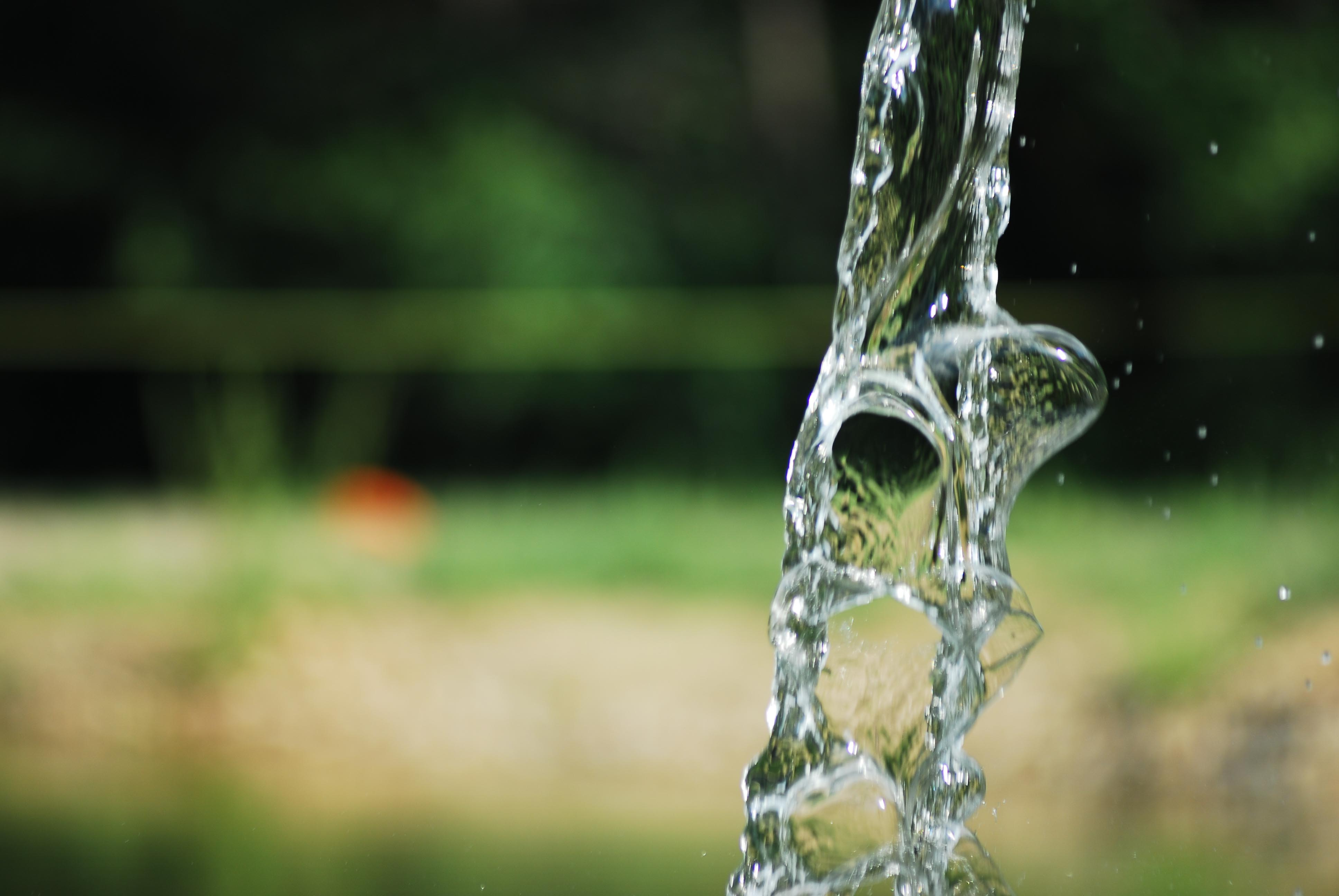
Velocidad de disparo de 1⁄1000 de segundo
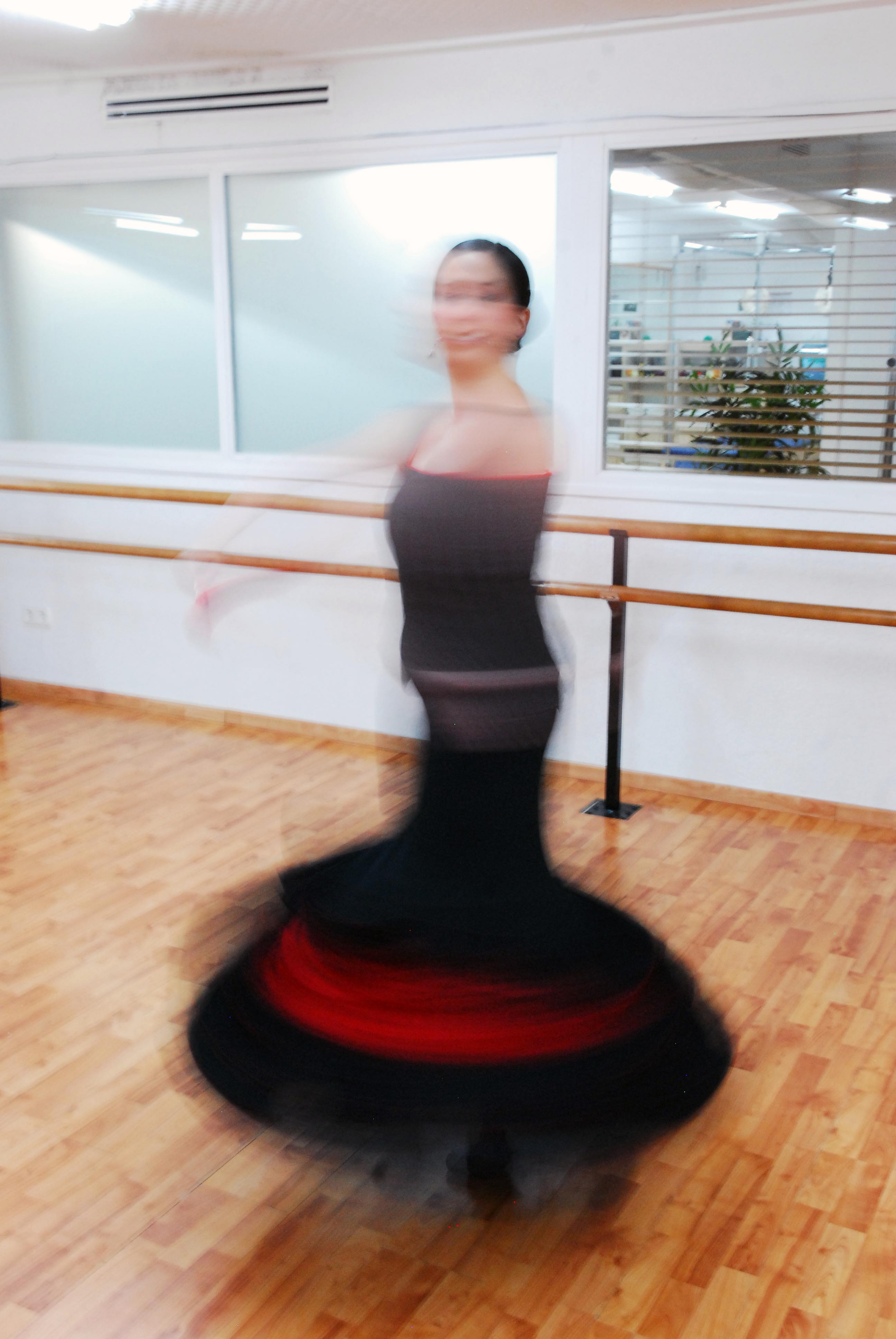
Velocidad de disparo de ¼ de segundo
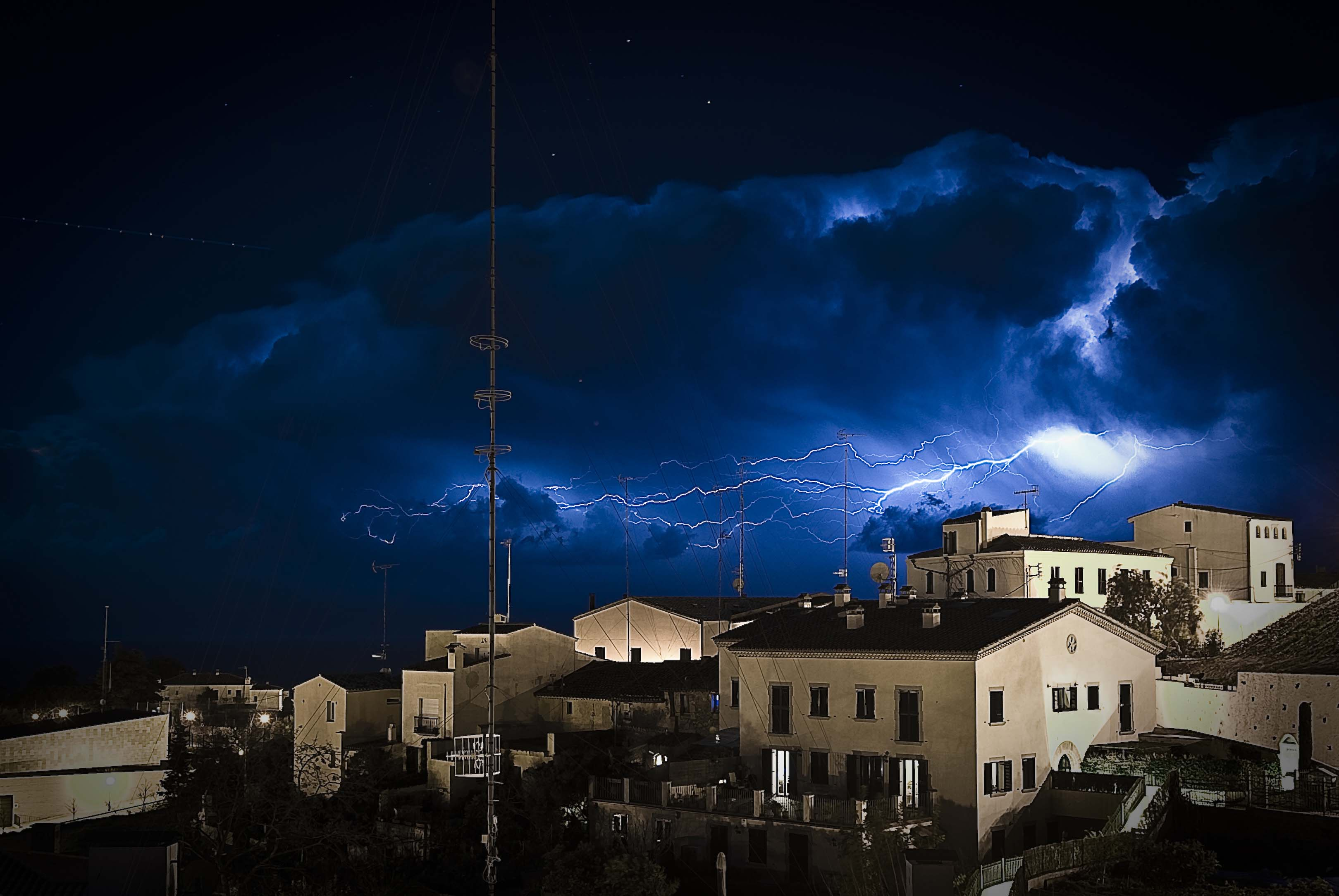
Velocidad de disparo de 15 segundos
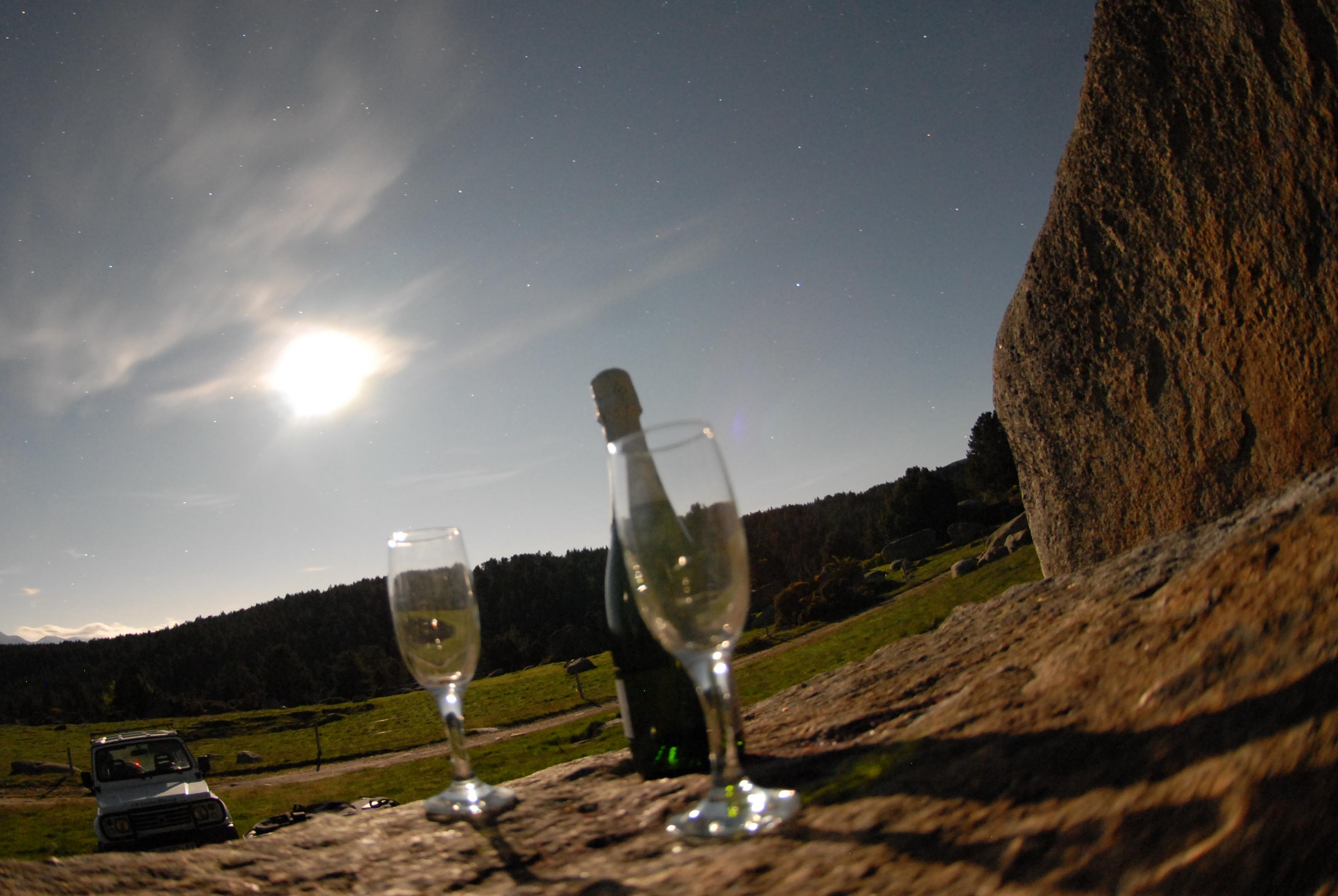
Velocidad de disparo de 30 segundos (noche)